# Pablo Zamora y Kurt Carrera
Pablo Antonio Zamora Villalón y Kurt Marcos Carrera Álvarez fue un dúo humorístico chileno conocido por sus personajes Profesor Salomón y Tutu-Tutu, Popín y Henry y Los hermanos sin dolor, entre otros actos. El dúo obtuvo gran éxito durante los años 2000 y su última presentación fue en 2013, cuando continuaron sus carreras por separado.

## Historia

### Inicios enPanoramix
La dupla humorística hizo sus primeras apariciones en el programa de Chilevisión, Panoramix, conducido en ese entonces por Sergio Lagos y emitido en 2001. En dicho programa, se presentaron como Los hermanos sin dolor, dos personajes que simulaban maltratarse en vivo y en directo, sin muestra alguna de dolor.
En su afán por crear nuevas propuestas humorísticas y aprovechando el impacto de la publicación de un video por Internet del programa infantil El mundo del Profesor Rossa —por parte de un exproductor del programa, en donde los personajes principales, el Profesor Rossa y Guru-Guru (Claudio Moreno), junto con otros actores, Don Carter (Juan Alcayaga) y el Tío Valentín, se reían e insultaban mutuamente—, Pablo Zamora y Kurt Carrera idearon una parodia titulada Profesor Salomón y Tutututu (interpretados por Zamora y Carrera respectivamente), donde un profesor bastante particular y su inseparable ave amiga, enseñaban en un singular e histriónico estilo, sobre la naturaleza y actualidad mundial. Algunos de sus primeros sketches los mostraban yendo de excursión al Palacio de La Moneda, al cual ellos mismos denominaron La Meca, donde comenzaron a decir los garabatos, lanzarse golpes y orinarse entre ellos.
Así, el dúo empezó a pulir su rutina, crear nuevas secciones y modificar su nombre al de Profesor Salomón y Tutu-Tutu, usado hasta la actualidad.
Luego de un tiempo, y por motivos de baja teleaudiencia, Panoramix se canceló a mediados de 2002.

### Llegada aMorandé con compañía
Tras el fulminante éxito obtenido, a fines de 2002, firmarían un contrato con el canal privado Mega, para ser parte del bloque humorístico del vespertino estelar Morandé con compañía, primero con Los hermanos sin dolor bautizados ahora como Los hermanos sin nombre para evitar querellas por el uso del nombre, sin embargo al correr los meses se volvieron a usar su nombre original. Posterior a esto, en 2003 comenzarán las rutinas bajo el nombre de El Submundo del Profesor Salomón y su Cajarito Tutu-Tutu  [sic]. Fue en este estelar donde alcanzaron su fama, creando rutinas como Complete l'oración  [sic] (Complete la oración) y La Erscuelita [sic] (La Escuelita), donde todos los invitados del programa, que incluían a famosos, políticos, deportistas y personajes de farándula, se sometían a las burlas del dúo, sacando a relucir sus defectos, amoríos, etc.
Durante la primera época, el dúo también realizó De Té a Ta –parodia de De pe a pa, talk show de Televisión Nacional de Chile, animado por Pedro Carcuro– y también al programa de animales Maravillozoo, con el título de Alimañozoo.
Era tal el éxito de los personajes, que se vendieron diferentes productos con la marca Profesor Salomón y Tutu-Tutu, como cuadernos y muñecos.

### Paso por TVN
En 2005 firmaron un contrato con Televisión Nacional de Chile, participando en el programa estelar dominguero Noche de juegos, conducido por Rafael Araneda. Allí estrenaron nuevas rutinas, como por ejemplo Las muñuecas de la jarántula [sic] (Las muñecas de la farándula).
Luego pasaron al programa Rojo Vip, donde hicieron secciones como la conocida Esto es una mierda  [sic] y Ud. no la cague [sic] (basado en el antiguo microespacio Ud. no lo diga).

### Regreso a Mega
En enero de 2006 participaron con éxito en el Festival del Huaso de Olmué, obteniendo altas sintonías.
Tras la cancelación de Noche de juegos, el dúo volvió a Mega, en específico al programa estelar de Kike Morandé Vuelve el lunes, el cual por baja audiencia al poco tiempo volvió a ser Morandé con compañía.
Carrera y Zamora lanzarían nuevos personajes como Popín y Henry (parodia de Pin Pon), donde el pequeño niño Henry (interpretado por Carrera), aprende de Popín (interpretado por Zamora), quien le enseña buenas costumbres y lo que se debe y no se debe hacer ante alguna situación cotidiana, como por ejemplo tomarse la sopa y sacarse el helado de la lengua.
Durante esta segunda etapa en Morandé con compañía, realizan nuevas parodias, como RetreteMundo - parodia del programa Entretemundo, conducida por el alter ego del Profesor Salomón Iván Arenas, con secciones como los Récords Mundiales (parodia del programa del mismo ámbito, Ripley).
Otros programas parodiados fueron Basureos (parodia de Cachureos) - con la conducción de Popín y la ayuda de Henry - y Tierra Nuestra (parodia de Tierra adentro), con la conducción de Paul McDowell (interpretado por Zamora) (referencia a Paul Landon).

### Festival de Viña del Mar
En 2008, fueron invitados a ser parte de la quinta noche del XLIX Festival Internacional de la Canción de Viña del Mar, para presentar a sus personajes Profesor Salomón y Tutu-Tutu. Dado a la tardanza de su arribo a dicho escenario, al salir al aire después del exitoso show de Marco Antonio Solís, al no contar con la misma fama que poseían en la cúspide de su carrera (2006) y a la imposibilidad de poder mostrar a más personajes que la dupla anteriormente mencionada, la recepción del Monstruo de la Quinta fue mala y el dúo sólo pudo completar una pobre rutina de no más de 20 minutos.
Luego de este "fracaso", decidieron tomarse un receso para descansar y renovar sus secciones. Fue así que al iniciar el mes de marzo de 2008, volvieron a aparecer en Morandé con compañía, haciendo alusión "de entrada" dicho bullado fracaso.
Durante esta etapa "2.0" y junto a nuevas parodias, personajes y secciones, demostraron que su humor irónico, inteligente y de actualidad, seguía siendo tan potente como antaño y que podía, sin duda alguna, traspasar al de su más conocida y exitosa dupla, Profesor Salomón y Tutu-Tutu.
En los siguientes años, se mantuvieron como parte importante del personal de Morandé con compañía, haciendo sus clásicas secciones añadiendo nuevas como Too Late Show, Sacadores de Mitos, Jackass Presidencial, PNN Noticias, Esto es muy Penca, entre otras.

### Nuevo regreso a TVN
En 2011 se desvincularon de Morandé con compañía, por no llegar a un acuerdo con la productora y tras recibir una buena oferta por parte de Televisión Nacional de Chile, la cual regresan para ser parte del programa Fruto prohibido, conducido por Ignacio Franzani y Katherine Salosny. En este programa, vuelven con un renovado Too Late Show, esta vez denominado como El Too Late de Fruto Podrido [sic], conducido por un pelirrojo Profesor Salomón (interpretado por Zamora), junto a sus invitados y despachos periodísticos en terreno, sumado a las clásicas secciones como Er Momento Curtural [sic].
Posterior a esto fueron liderando el programa de TVN, Inútiles y subversivos. Pese a la fuerte competencia del horario prime, lograron un rating promedio de 14 puntos, completando un total de 11 capítulos. En este programa, se crearon memorables personajes como El Hombre Boa, Dark Verdaguer (un cuenta chistes al estilo de Darth Vader) y secciones como El Sex Shop, Ud. está en DICOM, Un Minuto Para Perder y El jefe Chico. El programa solo tuvo una temporada y no fue renovado.

### Nuevo regreso a Mega
Tras ser desvinculados de TVN, a fines del2012 regresan nuevamente a Mega con un nuevo programa humorístico: Desfachatados, realizado en el 2013 y producido por Ross Film. En este programa participaban además los actores María José Quiroz, Mariú Martínez, Javiera Contador y Fernando Godoy. Se basaba en gags de corta y larga duración como lo fue en Inútiles y subversivos y de otros programas de humor sarcástico y sin sentido, tomando en cuenta la contingencia y los temas de actualidad en el país. En dicho programa hubo secciones como Súper Friends, Fono Psíquicos, Noticias de último momento, entre otros.
Posterior a este programa, participaron en la última temporada del programa Coliseo romano, conducido por Álvaro Salas y María Luisa Godoy. En este programa se realizó nuevamente su clásico sketch de La Erscuelita, esta vez renovado como La Erscuelita Nocturna con Fines de Lucro con la participación de invitados de la política y de la farándula chilena.

## Personajes

### Los hermanos sin dolor
Los hermanos sin dolor fueron unos de los primeros éxitos de Kurt y Pablo, que consistía en una rutina donde ambos se golpeaban mutuamente, se tiraban escupos, se golpeaban con basureros, etc., dejando la duda si los golpes eran actuados o de verdad. Una de las secciones fue "Pisando la guarifaifa", donde caminaban por encima de la pelvis del otro, dando la ilusión de que caminaran sobre sus genitales, y cuya canción parodiaba el ritmo de "Dança da manivela", hit axé del momento.

### Profesor Salomón y Tutu-Tutu
Profesor Salomón (interpretado por Zamora) y Tutu-Tutu (interpretado por Carrera) es un dúo que evoca y parodia a un programa infantil de Canal 13, llamado El Mundo del Profesor Rossa cuyos personajes, el Profesor Rossa (Iván Arenas) y el pajarito Guru-Guru, son el objeto de la parodia.
Profesor Salomón, un destacado profesor graduado de la Yuniverzidad de Marchashuzets (Universidad de Massachusetts), tiene a cargo a este cajarito (pajarito) llamado Tutu-Tutu, al cual su madre abandonó al nacer, y posteriormente el Profesor se la cenó.
La línea humorística de este dúo, es el hablar mal y con insultos, tal cual como aparecía en el video.
Algunas de sus frases típicas son: Errrzelente desgraciao (Excelente desgraciado), Guachita carnúa (dícese de una mujer bella), Nadie puede refutarme nada porque yo me gradué de la prestigiosa Yuniverzidad de Marchhhhhashuuuuzzzettttts (Universidad de Massachusetts); insultos al animador del programa (Mira tú narigón); y frases sin coherencia alguna, como por ejemplo Allá Iván Zamorano jugaba al fútbol por los años 1645, o Podemos encontrar a Santiago ahí cerca de Moscú y Sumatra.

### Tierra Nuestra
Conducido por Paul McDowell (Pablo Zamora), es una parodia del programa conducido por Paul Landon, Tierra adentro. Este espacio muestra la contingencia, cultura y tradición de nuestro país en el ficticio pueblo de San Guano, pero tomada con el humor y picardía de siempre. De este segmento se han desprendido grandes reportajes como el "Transanguano", "Ordeñando a la vieja", "Las Olimpíadas de San Guano", "Máquina de Chicha", "Leche de Olga" y "El Ponche de tu madre". 
Uno de los personajes recurrentes que nos presenta Paul McDowell es Roque Balboa (Kurt Carrera), quien es un "sanguanino" que realiza todo tipo de actividades. Otros personajes que han aparecido en distintos capítulos son: Alexander Conchesuviagre (alcalde de San Guano), Moises Permio (alcalde electo de San Guano), Edmundo Pérez-Pucio (consolador de mujeres), Marco Antonio Pino Chesterton (dueño de las Empanadas Pino Chesterton) y el Loquito de la Tele, interpretados por Kurt Carrera; Klaus Pettersen (creador del indio pícaro), Carlitos Pino Chesterton (el menor de la familia Pino Chesterton), Juan Carlos Yoda (fanático de Star Wars) y PICHIPS (policías de San Guano), entre muchos otros.
Cuando se realizaba la rutina en el estudio, la mayoría de las ocasiones, Paul McDowell interactuaba con gente de nacionalidad china, (haciendo creer que en el pueblo de San Guano, había una fuerte colectividad china) siendo los más conocidos don "Gilberto Chetumori" (y en algunas ocasiones, acompañado de su hija "Xu"), el señor "Xu Pang-Lo", el señor "Ne Peng", el niño "Xu Pa-Ping" y "Chuli" (parodia china de Nicole Moreno "Luli"). La rutina comienza con Paul McDowell, realizando una pregunta y los chinos le responden en su idioma nativo, ante la imposibilidad de saber lo que dijo, casi de casualidad aparece un "traductor" (interpretado por Carrera) que comienza a interactuar con el, "traduciendo" preguntas que Paul McDowell le realiza y el chino comienza a hablar largamente en su idioma, preguntándole al traductor que fue lo que dijo, siempre respondiendo una o dos palabras.

### Popín
Popín es un personaje interpretado por Zamora, que interactúa con Henry (interpretado por Carrera), un niño a quien le enseña modales, pero que finalmente lo perjudican.
El personaje es una parodia del conocido muñeco Pin Pon, creación del fallecido actor Jorge Guerra. En un principio, el personaje de Zamora se llamaba "Pon Pín", pero por conflictos de intereses y acusó de "parodia grosera" ante el CNTV y los Tribunales de Justicia, por parte de Jimena Oros, viuda de Guerra, se tuvo que modificar el nombre del personaje a Popín. Por otra parte, en un principio, Popín en sus primeras apariciones se dirigía a Kike Morandé como "Tío Calentín", parodiando al conocido pianista Valentín Trujillo (Tío Valentín), quien también participó en el programa de Pin Pon. A Trujillo no le agradó la idea de "vulgarizar" su apodo y solicitó que dejara de utilizar para ese tipo de humor, es por esto que decidieron llamar al animador de Morande con Compañía como Tío Momín, aludiendo a su pensamiento político y al apodo que se le asignaba en los años 80 a las personas con tendencia política de derecha (Momio).
Popín al avanzar el tiempo, crea y anima un programa ficticio llamado "Basureos", parodia de Cachureos.
En Basureos hay otros personajes menores como: La Barata (parodia de "La Mosca" de Cachureos), BBMan (Chancho Man), Don Pencil (Sr. Lápiz) que cambiaria su nombre a Don Nepencil, y su amigo Don Saca (un sacapuntas), Nepidemia (Epidemia), Don Copi, Willy the Pooh (Parodia a Winnie the Pooh) y su Hijo the Pooh, el "Pelota", el Mimo Contreras (parodia de Manuel Contreras).
Además se burlan de las canciones de Cachureos como Congelao (que llaman 1, 2, 3 Momio es) y Hay una mosca que se cayó a la sopa (que cantan como Una barata se ha metido en mi cama), además de frases como El grito, El grito, El grito, que ahora es El flato, El flato, El flato, o bien el pito, pito, pito y Perdedor, perdedor (cuando un niño no ganaba un concurso). De aquí también salieron grandes éxitos musicales como Nepe, nepe…, La Tía Julia, etc.
Popín volvería el 2010 tras un receso, con una versión más corrupta y “esquizofrénica” del personaje. Sus salidas de libreto y sus extraños comportamientos y gritos son características de su nueva personalidad. Ahora anima el programa de concursos Esto es muy penca (parodia de los programas de talento, pero para gente sin talento). En la mayoría de las veces el concurso lo terminaba ganando el personaje de Kurt Carrera, Jorge Segoviano, en parodia a Jorge Segovia el inhabilitado presidente de la ANFP, quien hacía sacrificios para ganarse al público como comer excremento de gato o lamerle los pies a otra persona. Popín también se dedicaba a ayudar a Dolores Alegría (interpretada por María José Quiroz) en su sección Popín ayuda a la gente con problemas, pero siempre la terminaba atormentando.
Los personajes menores, que ahora se dedican a golpearse entre ellos mientras Popín presenta el show, son: Tulatubi (Teletubbies), Pajín (una pajilla), Manu Ela (una mano femenina), Pinocho (parodia mezcla del personaje de cuentos, Pinocho, con el fallecido Dictador chileno Augusto Pinochet), Pluta (una mujer con cabeza del perro Pluto) y Don Guati (parodia de ¿Dónde está Wally?). 
Por último, sus auspiciadores: Ortoartrit (parodia de Osteoartrit), Pajitas Palma, Muñeca-Chera, entre otros.

### Too Late Show
El Too Late Show significó el retorno del Profesor Salomón y Tutu-Tutu, tras su bullado fracaso en el escenario del Festival de Viña del Mar 2008. Conducido por el mismo profesor, quien evolucionó de su peluca afro a un vistoso y ordenado pelo corto naranjo y barba, el Too Late Show ("mi tuley show") es un programa de conversación y entrevistas basado en la contingencia nacional, siempre siguiendo la línea humorística e irónica de este dúo. De este segmento se desprenden espacios memorables, como Er Momento Curtural(sic) y las primeras versiones de los archiconocidos video-parodias de Cuando Hitler se enteró que... (de la película La Caída). A su vez, nacen personajes como el cantante alemán que sólo habla inglés Klauss Orntenmaier (interpretado por Carrera), quien canta con diversas personalidades del espectáculo en su singular idioma. En el último tiempo, este espacio se transformó simplemente en el Late Show de Pablo Zamora, ya sin peluca naranja y con un tono "un poco" más serio.

### Jackass Presidencial
Este es uno de los segmentos más recordados y popularizados en la red, basados en el programa estadounidense de MTV Jackass, en donde Zamora y Carrera se transforman en diferentes personalidades según la contingencia nacional y, junto a otros actores, dan vida a enormes peleas y pruebas extremas para conseguir el objetivo de ganar. Esta sección partió con la recordada Jackass Presidencial, realizado con motivo de las Elecciones Presidenciales de Chile en 2009, que junto con los debates en vivo, ponía a participar a los 4 candidatos presidenciales (Eduardo Frei, Jorge Arrate, Marco Enríquez Ominami y Sebastián Piñera), bajo los seudónimos de Eduardo Freire, Jorge A Ratos, MEO y Ta-Tán, en serias y dolorosas pruebas para ver quién ganaba las elecciones. Tiempo después se realizó el Jackass de la ANFP, con motivo de las elecciones de Presidente del Fútbol Chileno, entre Harold Mayne-Nicholls y Jorge Segovia; y más tarde el Jackass Bicentenario, donde personajes históricos del país se enfrentaban entre sí (Bernardo O'Higgins, Manuel Rodríguez, entre otros). Este show finalmente mutó a un docu-reality llamado Reality 1973, que ironizaba con el recordado Golpe Militar de ese año en Chile, enfrentando a imitaciones de Salvador Allende, Augusto Pinochet, entre otros (incluso incluyendo personajes internacionales como Fidel Castro).

### Idéntico
Es una parodia del programa del mismo canal, Identity, conducido por la animadora Vivi Kreutzberger, a quien le imita Pablo Zamora con el nombre de Baba Kreutzburger.
En cada capítulo de la parodia, se invita a algún famoso (Carla Jara, Carla Ochoa, e incluso la misma Vivi Kreutzberger, quién debe adivinar las identidades de los concursantes, tal como en el programa original, con la diferencia que en Idéntico los concursantes suelen ser personas bastante extrañas y con hábitos ridículos, como un eyaculador precoz o el hijo no reconocido del Kike. Mención especial para la botonera del programa, interpretada por Miguelito.

### Otros personajes y espacios
Esta es una lista de otros personajes y sus espacios realizados por el dúo a lo largo de los años:
- Amador Paz (interpretado por Zamora): Un rubio y espiritual animador que nos invita a reflexionar con espacios como Hola Familia y Palabras de Superación.
- Harry Peña (interpretado por Zamora) y su programa PNN: Programa de noticias que imita a CNN con noticias de contingencia mundial.
- Armando Délano (interpretado por Zamora) y su programa La historia de nuestro lenguaje: Este singular espacio, auspiciado por Bebidas Energéticas Thula (“qué importa el nombre”), nos introduce en el aprendizaje de las frases más populares de nuestro lenguaje coloquial, como Ándate a la concha de tu m..., la definición de Pi..., entre otros.
- De Té a Ta: Esta parodia de De pe a pa, animada por el Profesor Salomón, consistió en un programa de entrevistas y conversación con "importantes" invitados y vio nacer varias secciones que han perdurado en el tiempo, como La entrevista corta con David Díaz, Esto es una mier... y Yo no me parezco a....
- Récords Mundiales: Estos pequeños enlaces periodísticos, aparecidos en diferentes espacios del dúo, muestran curiosos videos de personas batiendo récords mundiales, como El peor mimo del mundo, El hombre con más mala suerte del mundo, El hombre más rápido del mundo, entre otros.
- Leonardo Farc (interpretado por Zamora): Es la imitación del archiconocido y popular Leonardo Farkas, acompañado del hiperquinético Simio Larry (interpretado por Carrera).
- Pensiones: en el programa Pensiones, parodia de Pasiones hay personajes como: Es cupido, El cucharón y El payaso Florcita. Kurt Carrera oficial de El pediorista y en el espacio hay concursos de payasos, pastelazos en la cara y canciones con el público.
- Los sacadores de mitos: Parodia de Los cazadores de mitos de Discovery Channel en donde buscan resolver casos de mitos absurdos como ¿Puede una persona mareada y vendada esquivar una pelota de Fútbol?, ¿Se puede lavar un auto con un conejo?, entre otros.
- El Blog del Flaite: Este espacio, parodia de El Blog de la Feña, muestra las constantes interrogantes en el actuar del flaite Brayan (interpretado por Zamora). Bajo el lema Piensa Brayan, piensa, el personaje debe resolver qué hacer en situaciones complejas como rayar una pared o atropellar a una vieja.
- Zaccoweb: Este espacio, ambientado en una pequeña pieza y con cámara de seguridad, no es más que una mini-fiesta donde Zamora, Carrera y sus invitados de turno muestran un compacto de sus mejores momentos y espacios. Generalmente este segmento ha salido al aire en las repeticiones veraniegas de Morandé con Compañía.
- ¿Sabes más que un viejo de 80 años?:Es un programa de concursos parodiando a ¿Sabes más que un niño de 5º básico?. Es conducido por Profesor Salomón y sus participantes.
- Alimañozoo: El Juego de los Animales: Conducido por el Profesor Salomón (interpretado por Zamora), este espacio de concursos, donde los invitados deben responder preguntas sobre los animales, parodia a Maravillozoo. Aquí, la naturaleza se hace presente con emocionantes momentos como El desove de una tortuga marina o La picadura de una mantaraya.
- Retretemundo: Conducido por el Libán Larenas (interpretado por Zamora), este espacio parodia nuevamente a Iván Arenas, pero esta vez a su programa Entretemundo, ahora sin pelucas ni bigotes rosados. Así, la naturaleza se hace presente con emocionantes momentos como El desove de una tortuga marina o La picadura de una mantaraya.
- Ben Daisy (interpretado por Zamora) y su programa Operación Daisy: Cirugías que fallan: Este particular doctor, parodia del Cirujano Plástico Pedro Vidal y su programa Cirugía de cuerpo y alma, nos presenta particulares situaciones donde sus paciente deben ser intervenidos para solucionar sus problemas de salud. Destacan situaciones como Tengo el huachalo muy grande o los Implantes mamarios de la enfermera Gladys.
- Profesor Alberto (interpretado por Zamora) y Marci-Ano (interpretado por Carrera): Este importante astrónomo, nos trae directamente al estudio a Marci-Ano (interpretado por Carrera) - un extraterrestre verde que se reproduce a través del dedo índice derecho (el cual introduce en su oreja para orejearse y producirse placer), agradece a los humanos escupiéndoles agua, imita a objetos terrestres como una tetera y le gusta cantar - con el fin de conocer más sobre la vida fuera de este planeta y de una u otra manera, hacer caer a Kike Morandé en sus trampas.
- Adolfo (interpretado por Zamora) y su programa ¿Quién quiere ser presidente?: Creado durante la Elección presidencial de Chile de 2009-2010, este singular programa, animado por una singular versión moderna alusiva a Adolf Hitler, los presidenciales - como Eduardo Freire (imitación de Eduardo Frei Ruiz-Tagle, miembro de la Burocracia Cristiana (en alusión al Partido Demócrata Cristiano de Chile) - entran en un irónico debate para dilucidar quién sería el próximo presidente de Chile.
- Pipo (interpretado por Zamora) y su programa La Hora de Pipo: Tal vez un precursor de Popín, este personaje, junto a su amigo Poto Gigio (interpretado por Carrera) (en alusión a Topo Gigio), presentan una versión moderna de los programas infantiles de antaño. En el programa se destacaron frases como ¿Les gusta el Pipo?, el famoso helado Chupa Pipo, los juguetes Como el Pipo, la canción "Yo tenía 10 perritas" y su singular amiga, Chanerita (en alusión a Arenita, del programa Yingo, de Chilevisión).